# 944-й гвардейский самоходный артиллерийский полк
944-й гвардейский самоходный артиллерийский Черновицко-Гнезненский Краснознамённый, орденов Суворова и Богдана Хмельницкого полк (сокр. 944 сап) — тактическое формирование Сухопутных войск Российской Федерации. Находится в составе 20-й гвардейской мотострелковой дивизии.

## История
Полк ведёт историю от 265-го миномётного полка Рабоче-крестьянской Красной армии, созданного в начале 1943 года и входившего в состав 3-го механизированного корпуса РККА.
23 октября 1943 года полк преобразован в 265-й гвардейский миномётный полк, находившийся всю войну в составе 8-го гвардейского механизированного корпуса.
На конец 1980-х гг. полк находился в составе 20-й гвардейской мотострелковой дивизии на территории Германской Демократической Республики в городе Лайсниг (Саксония). На вооружении полка находились 54 САУ «Акация» и 18 РСЗО «Град». В 1990-е годы выведен в Россию вместе с остальными частями дивизии.
В 2009 году в ходе реформы Вооружённых сил России полк был расформирован вместе с 20-й гвардейской мотострелковой дивизией.
В декабре 2021 года полк был возрождён и вошёл в состав 20-й гвардейской мотострелковой дивизии.

## Состав

### 2022 год
- управление полка
- 1-й гаубичный самоходно-артиллерийский дивизион
- 2-й гаубичный самоходно-артиллерийский дивизион
- реактивный артиллерийский дивизион
- батарея артиллерийской разведки
- батарея управления
- рота материального обеспечения
- взвод обслуживания и ремонта
- медицинский пункт[7]